# Ołena Kysiłewśka
Ołena Lwiwna Kysiłewśka, także jako Helena Kisielewska ukr. Олена Львівна Кисілевська (ur. 24 marca 1869 w Monasterzyskach, zm. 29 marca 1956 w Ottawie) – ukraińska działaczka społeczna, dziennikarka i pisarka, senatorka II i III kadencji Senatu RP (1928–1935) z ramienia Ukraińskiego Zjednoczenia Narodowo-Demokratycznego (UNDO).

## Życiorys
Była córką duchownego. Jako piętnastoletnia uczennica gimnazjum w Stanisławowie brała udział w zjeździe kobiet zwołanym w 1884 z inicjatywy Nataliji Kobrynskiej. Wówczas założono pierwszą ukraińską organizację kobiecą – Towarzystwo Kobiet Ruskich, do której się zapisała.
Kysiłewśka była aktywna na polu społecznym, działała na rzecz ruchu kobiecego. Angażowała się w działalność wydawniczą w Galicji. Redagowała dwa pisma: wydawane w 1912 „Жіночого діла” i publikowane w latach 1925–1939 „Жіночої долі”. W swojej działalności łączyła idee feminizmu z nacjonalizmem.
W czasie I wojny światowej pracowała w Czerwonym Krzyżu w Wiedniu. W latach 1923–1928 działała na terenie województwa stanisławowskiego w Związku Ukrainek. Od 1935 pełniła funkcję przewodniczącej Sekcji Gospodyń przy organizacji „Silśkyj Hospodar”.
Była senatorką II kadencji wybraną w 1928 z województwa lwowskiego. Na posiedzeniach Senatu wypowiadała się na temat łamania praw Ukraińców głównie pod postacią wycofaniem języka ukraińskiego ze szkół. Postulowała konieczność finansowania ukraińskich szkół środkami z budżetu państwa. Apelowała o stworzenie szkół zawodowych dla ukraińskiej młodzieży. Mówiła m.in. o potrzebie zaangażowania księży w szerzenie oświaty na wsi i patriotycznym wychowywaniu dzieci.
W latach 1934–1935 odbyła trzy podróże na Polesie. Zakładała wówczas organizacje kobiece i spółdzielnie pracownicze. Wrażenia z wyprawy opisała na łamach kołomyjskiego pisma „Żinocza Dola”. Potem wydała książkę Po ridnomu kraju. Była autorką szkicu w zbiorze Buczacz i Buczaczczyzna.
Od czerwca 1948 przebywała na emigracji w Kanadzie. Zamieszkała u syna. W 1948 została pierwszą przewodniczącą Światowej Federacji Kobiecych Organizacji Ukraińskich.
Została pochowana na cmentarzu Notre Dame Cemetery w Ottawie (kwatera ukraińska: UK nr 42 E).